# アレクサンドル・ジャルダン

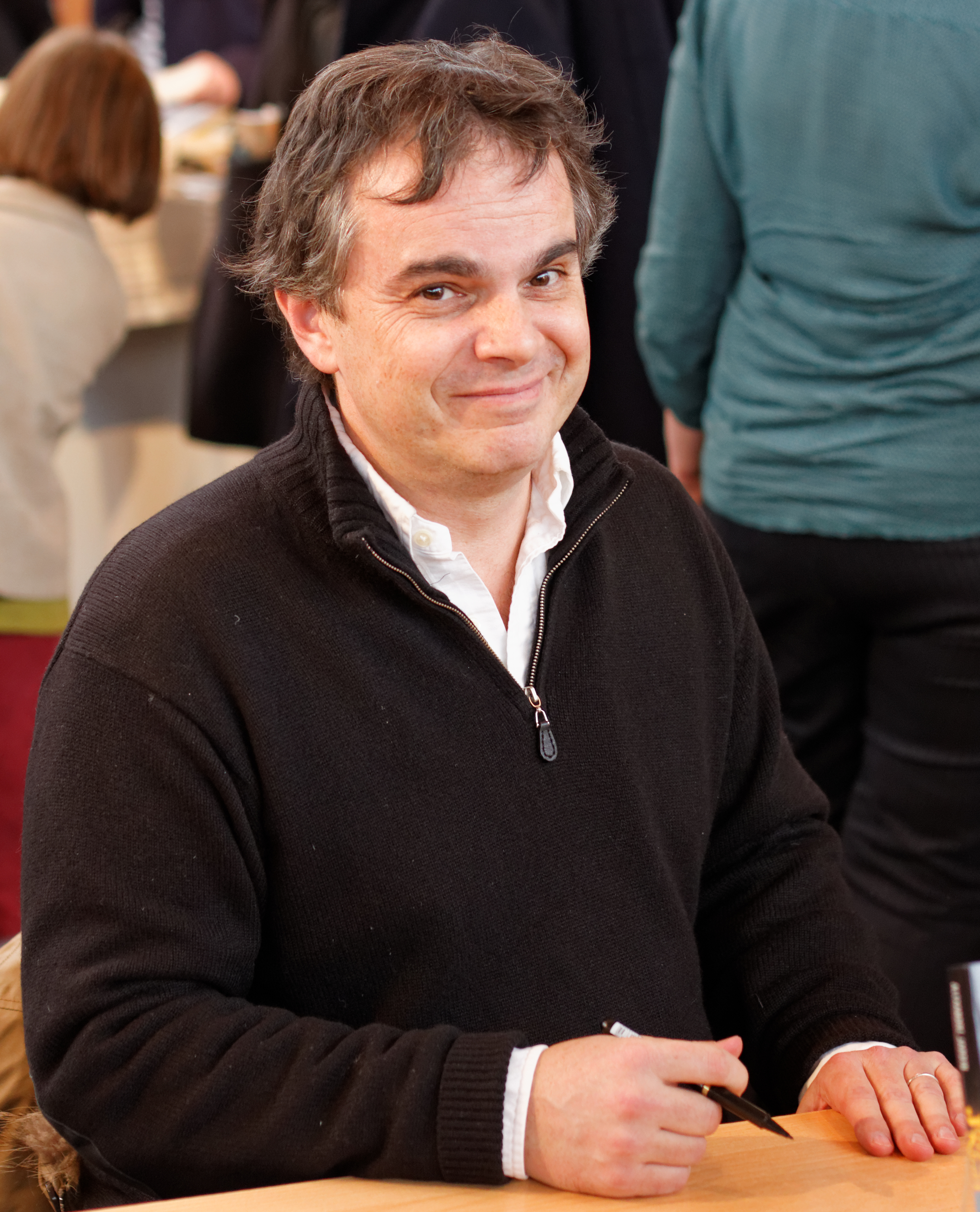
2013

アレクサンドル・ジャルダン（Alexandre Jardin、1965年4月14日 -）はフランスの作家、映画監督。
20歳の時に処女作『さよならギャルソン（Bille en tete）』を発表、処女小説賞を受賞。1988年の『妻への恋文』でフェミナ賞を受賞。他に『恋人たちのアパルトマン』、『ぼくの小さな野蛮人』などがある。『恋人たちのアパルトマン』は1992年に自身の監督で映画化した。

## 主な著書
- 妻への恋文 Le Zèbre (1988) 新潮社
- 恋人たちのアパルトマン Fanfan (1990) 新潮社
- ぼくの小さな野蛮人 Le Petit Sauvage (1992) 新潮社
- さようなら少年(ギャルソン)　新潮社

## 監督作品
- 恋人たちのアパルトマン Fanfan (1992)
- Oui (1996)
- ふたりの教師 Le Prof (2000)